# Thomas Crécquillon
Thomas Créquillon oder Crecquillon (* um 1505 bis 1510; † Februar 1557 in Béthune) war ein franko-flämischer Komponist, Sänger, Kapellmeister und Kleriker der Renaissance.

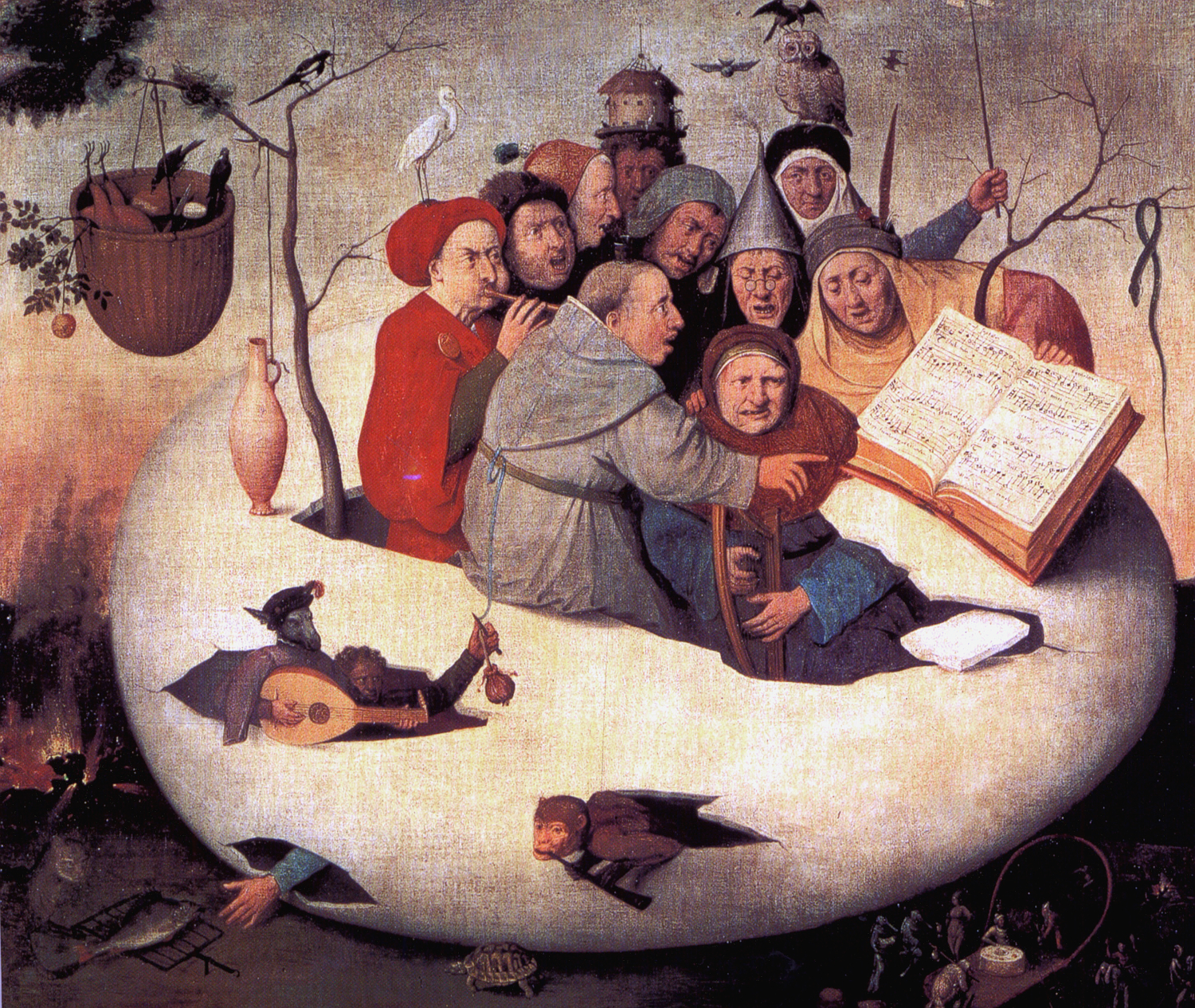
Konzert im Ei, von Hieronymus Bosch, mit Noten von Crécquillon

## Leben und Wirken
Über die Herkunft, die frühe Zeit und die Ausbildung von Thomas Crécquillon konnten bisher keine sicheren Informationen gefunden werden. Als Geburtsort wurde öfters Gent angegeben, doch kann er ebenso gut aus dem damals Flämischen, nordfranzösischen Grenzgebiet zum heutigen Belgien stammen. Rückschlüsse aus greifbaren Daten zu seinem Leben und seinen Veröffentlichungen deuten auf ein Geburtsjahr zwischen 1505 und 1510 hin, eventuell liegt dies noch vor 1505. Es wird angenommen, dass er Chorknabe gewesen ist; gesichert ist, dass er den akademischen Grad eines M. A. (Magister Artium) hatte, was auf eine universitäre Ausbildung schließen lässt. Ein Hinweis auf die Jugendzeit des Komponisten liegt vielleicht in seiner ungewöhnlichen Parodiemotette „Quem vidistis pastores“ verborgen, welche eine Komposition von Jean Mouton über den gleichen Text als Vorlage hat. Weitere Mutmaßungen über Crécquillons Tätigkeiten bestehen in einer Beschäftigung als Musiklehrer in Regensburg und die Wahrnehmung musikalischer Aufgaben an der Liebfrauenkirche Antwerpen, die bisher jedoch nicht belegt werden konnten. Ähnliche Vermutungen ergeben sich aus der Motette „Surge Badilo“ an den Lokalheiligen der Stadt Leuze und aus der Verwendung des Gedichts „Dedans Paris“ von Clément Marot (1496–1544) in Crécquillons Chanson „Dedens Tournai“ für eine Tätigkeit in dieser Gegend.
Seit dem Jahr 1540 hatte der Komponist Kontakte zum Hof von Kaiser Karl V.; im Dezember dieses Jahres wurde er in einer Pfründenliste drei Mal als „maistre de la chapelle“ aufgeführt, und zwar als Nachfolger von Adrian Thiebaut (dit Pickart) nach der Rückkehr des Hofs aus Spanien. Es ist möglich, dass er nach dem dortigen Weggang von Nicolas Gombert die Aufgabe des Leiters der Chorknaben übernommen hat, bevor Cornelius Canis 1542 dafür ernannt wurde. Der Verleger Tielman Susato veröffentlichte 1544 eine Sammlung „Tiers Livre de chansons“, welche mit Ausnahme einer einzigen response nur Werke Crécquillons enthielt; dies war beinahe die einzige Veröffentlichung seiner Kompositionen im Druck zu seinen Lebzeiten. Diese Sammlung erlebte zwei Nachdrucke, und auf den Titelblättern aller Auflagen erschien sein Name mit dem Titel des kaiserlichen Hofkapellmeisters. In einem weiteren Dokument wird Crécquillon darüber hinaus als Sänger und Komponist bezeichnet. Es ist auch überliefert, dass Karl V. in besonderer Weise von seiner Musik berührt war. Die Hofkapelle begleitete den Kaiser auch auf dessen Reisen, weshalb Aufenthalte des Komponisten in Spanien zwischen November 1541 und Mai 1543 sehr wahrscheinlich sind und in Deutschland für 1545 sowie zwischen 1546 und 1548 belegt sind. Diese Aufenthalte mögen zu der relativ weiten Verbreitung seiner Werke beigetragen haben. Im Jahr 1549 wurden die Lamentationen Crécquillons vom Verlag Berg & Neuber (Nürnberg) im Druck veröffentlicht, und 1550 erhielt er offenbar eine Pfründe an der Kirche St. Pierre in Löwen. Außerdem besaß er solche Pfründen in Dendermonde, Namur und Béthune. Es gibt noch ein Dokument von 1553, in dem er ohne Amtsbezeichnung genannt wird. Crécquillon war spätestens 1555 in den Ruhestand getreten, weil er in diesem Jahr als ehemaliger kaiserlicher Sänger bezeichnet wurde; ab diesem Jahr hatte er auch ein Kanonikat in Béthune inne. Im März 1557 wurde für dieses Kanonikat ein Nachfolger ernannt, woraus sich ergibt, dass Crécquillon kurz zuvor verstorben war.

## Bedeutung
Zu seinen Lebzeiten und noch längere Zeit danach genoss Crécquillon ein hohes Ansehen. Nach Clemens non Papa und dem späten Orlando di Lasso steht er mit der Verbreitung seiner Werke mindestens an dritter Stelle seiner niederländischen Zeitgenossen. In den frühen Chanson-Sammeldrucken von Tielman Susato und Pierre Phalèse überwiegt sein Anteil den der anderen enthaltenen Komponisten. Auch die Musiktheoretiker seiner Zeit, so Hermann Finck, Adrianus Petit Coclico und Domenico Pietro Cerone (1566–1625), habe ihm einen hohen Stellenwert beigemessen. Noch im späten 17. Jahrhundert wurde Crécquillon von dem italienischen Musiktheoretiker Angelo Berardi in seiner Schrift Miscellanea musicale (1689) als der repräsentativste Komponist seiner Zeit angesehen. Werke von ihm haben einer Reihe von Komponisten als Vorlagen für Parodiemessen gedient, so Francisco Guerrero, Jakob Handl, George de La Hèle, Orlando di Lasso, Jacobus Vaet und anderen.
Sein Werk umfasst zwölf Messen, über 200 Chansons und rund 125 Motetten. Mit einer Ausnahme sind alle Messen Crécquillons Parodiemessen, und zur Verwendung aus der Vorlage kommen einzelne Motive bis zum Zitat ganzer Abschnitte. Es sind aber immer auch frei komponierte Abschnitte enthalten. Die eine Cantus-firmus-Messe „Kain [Adler] in der Welt“ wurde höchstwahrscheinlich anlässlich der Hochzeit von Philipp II. mit Maria von Portugal im Jahr 1543 geschrieben und verwendet im Tenor ein Lied von Jobst von Brandt, wobei die Anspielung auf das Wappentier der Habsburger sicher kein Zufall war. Wegen der strengen Handhabung des Imitationsprinzips ergeben sich zahlreiche harmonische Härten, welche die Klanggestalt seiner Messen besonders prägen. Die Motetten des Komponisten sind drei- bis achtstimmig mit Schwerpunkt bei den vier- und besonders bei den fünfstimmigen Werken. Die Durchimitierung herrscht vor; Cantus-firmus-Motetten sind nur wenige vorhanden, aber häufiger wird der Gregorianische Choral zitiert. Gelegentlich sind auch homophone Abschnitte mit großer Wirkung enthalten, und zur Steigerung des Ausdrucks werden Dissonanzen verwendet. Auch bei Crécquillons Chansons überwiegt die Vier- und Fünfstimmigkeit; sie wurden von dem Musikwissenschaftler H. M. Brown stilistisch sehr zutreffend als „polyphonically animated homophony“ charakterisiert. Einige dieser Stücke verweisen auf Vertonungen von Claudin de Sermisy. Dagegen dienten Chansons von Crécquillon häufig als Vorlage für spätere Komponisten. Die Mehrheit der betreffenden Texte ist anonym, und von den ermittelten Textvorlagen gehen die meisten auf die Dichter Jehan († 1526?) und Clément Marot zurück. Nicht wenige Chansons haben, wie auch die Motetten, aktuelle zeitgenössische Personen oder Ereignisse zum Anlass. Gerade die Chansons waren zu seiner Zeit außerordentlich populär und zählen zu den am weitesten verbreiteten des ganzen Jahrhunderts. Zur Würdigung des Gesamtwerks von Thomas Crécquillon äußerte der österreichische Musikwissenschaftler August Wilhelm Ambros (1816–1876): „Kraft, Wohlklang, geistreiche Erfindung und einfache Größe des Ausdrucks bei reicher Entwicklung des Tonsatzes zeichnen seine Werke aus, die ihm den Platz auf den Höhen seiner Zeit und bei den Besten aller Zeiten sichern.“

## Werke (summarisch)
Gesamtausgabe: Thomas Crécquillon: Opera omnia, herausgegeben von B. Hudson und anderen, 21 Bände, ohne Ortsangabe 1974–2002 (= Corpus mensurabilis musicae LXIII, 1–20); Bände 1–4: Messen; Bände 5–13: Motetten und lateinische Werke, Band 14–21: Chansons und volkssprachliche Werke.
- 12 Messen zu vier bis sechs Stimmen
- 128 Motetten und lateinische Werke zu drei bis acht Stimmen
- 216 Chansons und volkssprachliche Werke zu drei bis zwölf Stimmen
- 6 Fehlzuschreibungen und unechte Werke